# Reidar Jönsson
Pour les articles homonymes, voir Jönsson.
Reidar Vallis Håkan Jönsson, né le 14 juin 1944 à Malmö (Suède), est un écrivain, dramaturge, metteur en scène, réalisateur, scénariste et acteur suédois.

## Filmographie

### Au cinéma

#### Acteur
- 1985 : Ma vie de chien : Père de Lilla grodan (non crédité)
- 1997 : Sanning eller konsekvens

#### Réalisateur
- 1988 : Jungfruresan

#### Producteur
- 2001 : Dream

#### Scénariste
- 1985 : Ma vie de chien
- 1988 : Jungfruresan
- 1997 : Expectations
- 2001 : Dream
- 2008 : La Rébellion de Kautokeino

### À la télévision

#### Réalisateur
- 1979 : Resenärerna (mini série télévisée)
- 1981 : Arvet (téléfilm)
- 1985 : Till minnet av Mari (téléfilm)

#### Scénariste
- 1979 : Till Alfhild (téléfilm)
- 1981 : Arvet (téléfilm)
- 1995 : My Life as a Dog (série télévisée)

## Récompenses et distinctions
- (en) Reidar Jönsson: Awards, sur l'Internet Movie Database